# 北哈克尼和斯托克紐因頓 (英國國會選區)

選區在大倫敦的位置

北哈克尼和斯托克紐因頓（英語：Hackney North and Stoke Newington），英國國會一自治市選區，包括大倫敦東北部哈克尼區北部的十個地方選區。
自1950年始設以來一直支持工黨。在2010年大選中，當區議員戴安·阿博特以55.7%選票當選連任。